# Морфология языка африкаанс
По своему грамматическому строю африкаанс — один из наиболее аналитичных индоевропейских языков. «Язык африкаанс является самым аналитическим не только среди германских, но и среди всех индоевропейских языков. В процессе его развития морфология подверглась радикальнейшему упрощению.» 

## Артикль

### Определённый артикль
Определённый артикль имеет форму die. На русский либо не переводится, либо переводится с помощью указательных местоимений. Определённый артикль может входить в состав устойчивых выражений. Например::
«in die tronk» «в тюрьме».

### Неопределённый артикль
Неопределённый артикль на письме имеет форму ’n, но в речи произносится как [ə] или опускается.
Afrikaans is ’n Indo-Europese taal.
Африкаанс — это индоевропейский язык.
На письме в начале предложения пишется со строчной буквы, а следующее за ним слово — с прописной.

## Существительное
В отличие от нидерландского, существительные в африкаанс не имеют категории рода, падежа, но обладают категорией числа. Форма множественного числа образуется с помощью окончаний -e и -s. Ряд существительных имеют неправильные формы множественного числа:
| Значение         | Африкаанс             | Нидерландский  |
| ---------------- | --------------------- | -------------- |
| ребёнок, дети    | kind, kinders         | kind, kinderen |
| женщина, женщины | vrou, vrouens (vroue) | vrouw, vrouwen |
| рубашка, рубашки | hemp, hemde           | hemd, hemden   |

## Глагол

### Неличные формы

#### Настоящее время
Форма настоящего времени совпадает с формой инфинитива за исключением глаголов wees ‘быть’ и hê ‘иметь’:
| Инфинитив | Значение | Форма настоящего времени |
| --------- | -------- | ------------------------ |
| wees      | быть     | is                       |
| hê        | иметь    | het                      |

В отличие от нидерландского форма глагола не зависит от лица подлежащего. Пример:
| Африкаанс    | Нидерландский  | Значение          |
| ------------ | -------------- | ----------------- |
| ek is        | ik ben         | я (есть)          |
| jy is        | jij bent       | ты (есть) (ед.ч.) |
| hy/sy/dit is | hij/zij/het is | он/она/оно (есть) |
| ons is       | wij zijn       | мы (есть)         |
| julle is     | jullie zijn    | вы (есть) (мн.ч.) |
| hulle is     | zij zijn       | они (есть)        |
| u is         | U bent         | Вы (есть) (ед.ч.) |

Спряжение глаголов в настоящем времени:
| Настоящее время | Африкаанс  | Африкаанс | Африкаанс | Значение      | Значение   | Значение  |
| Инфинитив       | loop       | wees      | hê        | идти (шагать) | быть       | иметь     |
| 1. Ед.ч.        | ek loop    | ek is     | ek het    | я иду         | я (есть)   | я имею    |
| 2. Ед.ч.        | jy loop    | jy is     | jy het    | ты идёшь      | ты (есть)  | ты имеешь |
| 3. Ед.ч. (мр.)  | hy loop    | hy is     | hy het    | он идёт       | он (есть)  | он имеет  |
| 3. Ед.ч. (жр.)  | sy loop    | sy is     | sy het    | она идёт      | она (есть) | она имеет |
| 3. Ед.ч. (ср.)  | dit loop   | dit is    | dit het   | оно идёт      | оно (есть) | оно имеет |
| 1. Мн.ч.        | ons loop   | ons is    | ons het   | мы идём       | мы (есть)  | мы имеем  |
| 2. Мн.ч.        | julle loop | julle is  | julle het | вы идёте      | вы (есть)  | вы имеете |
| 3. Мн.ч.        | hulle loop | hulle is  | hulle het | они идут      | они (есть) | они имеют |
| Форма веживости | u loop     | u is      | u het     | Вы идёте      | Вы (есть)  | Вы имеете |

#### Претерит
У большей части глаголов форма претерита полностью вытеснена формой перфекта. К исключениям относятся модальные глаголы (см. таблицу) и глагол wees ‘быть’ (форма претерита was).
| модальные глаголы        |                          |                          |                 |                 |                                        |
| Форма настоящего времени | Форма настоящего времени | Форма настоящего времени | Форма претерита | Форма претерита | Форма претерита                        |
| Африкаанс                | Нидерландский            | Значение (3л. ед.ч.)     | Африкаанс       | Нидерландский   | Значение (3л. ед.ч.)                   |
| kan                      | kan                      | может                    | kon             | kon             | мог / могла / могло                    |
| sal                      | zal                      | будет (1)                | sou             | zou             | был бы / была бы / было бы             |
| moet                     | moet                     | должен / должна          | moes            | moest           | был должен / была должна / было должно |
| mag                      | mag                      | может                    | mog (арх.)      | mocht           | мог / могла / могло                    |
| wil                      | wil                      | хочет                    | wou             | wilde / wou     | хотел / хотела / хотело                |

(1) (вспомогательный глагол для образования форм будущего времени)
Ещё три глагола также имеют редко используемые формы претерита:
| Африкаанс       | Африкаанс | Нидерландский   | Нидерландский | Значение (3л. ед.ч.)    |
| Настоящее время | Претерит  | Настоящее время | Претерит      | Значение (3л. ед.ч.)    |
| --------------- | --------- | --------------- | ------------- | ----------------------- |
| dink            | dag/dog   | denkt           | dacht         | думал / думала / думало |
| het             | had       | heeft           | had           | имел / имела / имело    |
| weet            | wis       | weet            | wist          | знал / знала / знало    |

#### Перфект
Перфект образуется с помощью вспомогательного глагола het + совершенное причастие. Например:
Ek breek — я ломаю
Ek het gebreek — я сломал
В современном африкаанс отсутствует плюсквамперфект, вместо которого используется перфект.

#### Будущее время
Будущее время образуется с помощью вспомогательного глагола sal и инфинитива смыслового глагола. Пример:
Ek sal kom — Я приду

### Неличные формы

#### Совершенное причастие
Совершенное причастие образуется путём присоединения к инфинитиву приставки ge-. Это не касается глаголов с отделяемыми компонентами (например, reghelp — причастие reggehelp), глаголов с приставками ver- и ont- (verkoop, ontmoet — это формы и инфинитива, и причастия), а также глагола hê (причастие gehad).